# 雷纳尔德斯曼斯泰 (下莱茵省)
雷纳尔德斯曼斯泰（法語：Reinhardsmunster）是法国下莱茵省的一个市镇，属于萨韦尔恩区（Saverne）马尔穆蒂耶县（Marmoutier）。该市镇总面积18.63平方公里，2009年时的人口为475人。

## 人口
雷纳尔德斯曼斯泰人口变化图示